# Lamelligomphus laetus
Lamelligomphus laetus är en trollsländeart som beskrevs av Yang och Davies 1993. Lamelligomphus laetus ingår i släktet Lamelligomphus och familjen flodtrollsländor. IUCN kategoriserar arten globalt som otillräckligt studerad. Inga underarter finns listade i Catalogue of Life.